# ناکاجیما کای۸۱۱
ناکاجیما کای۸۱۱ (به انگلیسی: Nakajima_Ki-8) یک هواگرد ملخ‌پیشین تک‌موتوره از نوع جنگنده ساخت شرکت شرکت هواپیمای ناکاجیما است. هواگرد ناکاجیما کای۸۱۱ نخستین پروازش را در ۱۹۳۴ میلادی انجام داد. در مجموع، تعداد ۵ فروند از این هواگرد ساخته شده‌است.